# هارفي آتكن
هارفي آتكن (بالإنجليزية: Harvey Atkin)‏ (و. 1942 – 2017 م) هو ممثل تلفزي، وممثل أفلام كندي، ولد في تورونتو، توفي في تورونتو، عن عمر يناهز 75 عاماً، بسبب سرطان الرئة.
.

## وصلات خارجية
- هارفي آتكن على موقع IMDb (الإنجليزية)
- هارفي آتكن على موقع إن إن دي بي (الإنجليزية)
- هارفي آتكن على موقع قاعدة بيانات الفيلم (الإنجليزية)
- هارفي آتكن في قاعدة بيانات الأفلام على الإنترنت